# 史蒂夫·蒙蒂思
史蒂夫·蒙蒂思（英語：Steve Monteith，1943年9月21日—），加拿大男子冰球运动员，场上位置是前锋。他曾代表加拿大参加1968年冬季奥林匹克运动会冰球比赛，获得一枚铜牌。